# Bezděkov nad Metují
Pour les articles homonymes, voir Bezděkov.
Bezděkov nad Metují (en allemand : Bösig an der Mettau) est une commune du district de Náchod, dans la région de Hradec Králové, en Tchéquie. Sa population s'élevait à 617 habitants en 2022.

## Géographie
Bezděkov nad Metují est arrosée par la rivière Metuje, un affluent de l'Elbe, et se trouve près de la frontière polonaise, à 12 km au nord-est de Náchod, à 44 km au nord-est de Hradec Králové et à 137 km à l'est-nord-est de Prague.
La commune est limitée par Police nad Metují au nord, par Machov à l'est, par Vysoká Srbská au sud et par Velké Petrovice à l'ouest.

## Histoire
La première mention écrite de la localité date de 1358.

## Transports
Par la route, Bezděkov nad Metují se trouve à 3,5 km de Police nad Metují, à 14 km de Náchod, à 54 km de Hradec Králové et à 174 km de Prague. 